# Taylor Gardner-Hickman
Taylor Gardner-Hickman (Telford, 30 dicembre 2001) è un calciatore inglese, difensore del Birmingham City in prestito dal Bristol City.

## Carriera

### Club
Entrato a far parte del settore giovanile del West Bromwich all'età di 7 anni, ha esordito in prima squadra il 25 agosto 2021, partendo titolare nell'incontro perso 6-0 nel secondo turno di Coppa di Lega inglese contro l'Arsenal. Ha segnato il suo primo gol il 15 ottobre 2022 nella vittoria per 2-0 in casa del Reading.

### Nazionale
Ha giocato nella nazionale inglese Under-20.

## Statistiche

### Presenze e reti nei club
Statistiche aggiornate all'11 maggio 2023.
| Stagione        | Squadra         | Campionato      | Campionato | Campionato | Coppe nazionali | Coppe nazionali | Coppe nazionali | Coppe continentali | Coppe continentali | Coppe continentali | Altre coppe | Altre coppe | Altre coppe | Totale | Totale |
| Stagione        | Squadra         | Comp            | Pres       | Reti       | Comp            | Pres            | Reti            | Comp               | Pres               | Reti               | Comp        | Pres        | Reti        | Pres   | Reti   |
| --------------- | --------------- | --------------- | ---------- | ---------- | --------------- | --------------- | --------------- | ------------------ | ------------------ | ------------------ | ----------- | ----------- | ----------- | ------ | ------ |
| 2021-2022       | West Bromwich   | FLC             | 19         | 0          | FACup+CdL       | 1+1             | 0               |                    | -                  | -                  |             | -           | -           | 21     | 0      |
| 2022-2023       | West Bromwich   | FLC             | 31         | 2          | FACup+CdL       | 3+2             | 0               |                    | -                  | -                  |             | -           | -           | 36     | 2      |
| Totale carriera | Totale carriera | Totale carriera | 50         | 2          |                 | 7               | 0               |                    | -                  | -                  |             | -           | -           | 57     | 2      |

## Palmarès

### Club

#### Competizioni nazionali
- Football League One: 1

Birmingham City: 2024-2025